# Indovukazi
Indovukazi (pl. Wielka Słonica) - tytuł monarszy przysługujący wdowie po panującym monarsze w Królestwie Eswatini. Tłumaczony jako królowa matka lub królowa wdowa. 

## Historia
Dawniej Indovukazi obdarzona była silną pozycją w społeczności Suazi. Wynikała ona potrzeby stabilizacji władzy podczas częstych okresach małoletności właściwego monarchy. Pozycja ta została ograniczona w czasach protektoratu brytyjskiego nad Suazi i obecnie nie jest już tak silna. Ostatnią królową o tak silnej i niepodważanej pozycji była Labotsibeni Mdluli (znana jako Gwamile).

## Obecnie
Indovukazi pełni obowiązki regentki w okresie małoletności władcy. Po przejęciu Indovukazi jest formalnie współpracującą monarchinią, pełniącą rolę duchowej głowy państwa, podczas gdy król sprawuje administracyjne funkcje głowy państwa. Obecną Indovukazi od 1986 jest Ntombi, matka króla Mswati III..